# Leksand (comune)
Leksand è un comune svedese di 15.391 abitanti, situato nella contea di Dalarna. Il suo capoluogo è la cittadina omonima, che conta circa 5.700 abitanti (2000).

## Località
Nel territorio comunale sono comprese le seguenti aree urbane (tätort):
- Alvik
- Djura
- Häradsbygden
- Insjön
- Leksand
- Siljansnäs
- Tällberg
- Västanvik

## Amministrazione

### Gemellaggi
- Hørsholm
- Lillehammer
- Oulainen
- Karksi-Nuia
- Aurora (Canada)
- Tōbetsu
- Brainerd